# Lia Gama
Lia Gama (Fundão, 28 maggio 1944) è un'attrice portoghese.

## Biografia
In Legàmi ha interpretato Eunice Nogueira, vedova, madre di Ines (Diana Chaves), Tiago (Sisley Dias) e Marta (Joana Santos), figlia che ritroverà molti anni dopo, e che, quasi alla fine della serie, ucciderà brutalmente la donna.